# Dacryodes
Dacryodes es un género  de plantas  perteneciente a la familia Burseraceae. Comprende 77 especies descritas y de estas, solo 61 aceptadas.

## Taxonomía
El género fue descrito por Martin Vahl y publicado en Skrifter af Naturhistorie-Selskabet 6: 116. 1810. La especie tipo es: Dacryodes excelsa

## Especies seleccionadas
| - Dacryodes acutipyrena - Dacryodes afzelii - Dacryodes angulata - Dacryodes bampsiana - Dacryodes barteri - Dacryodes belemensis - Dacryodes breviracemosa - Dacryodes buettneri | - Dacryodes chimantensis - Dacryodes colombiana - Dacryodes edulis - Dacryodes excelsa Vahl - caraña de las Antillas - Dacryodes occidentalis - Dacryodes olivifera - Dacryodes peruviana - Dacryodes pubescens |